# Morschwiller-le-Bas
 Morschwiller-le-Bas  (en alsacià Needermorschwíller) és un municipi francès, situat a la regió del Gran Est, al departament de l'Alt Rin. L'any 2006 tenia 2.804 habitants.

## Demografia
| 1962  | 1968  | 1975  | 1982  | 1990  | 1999  |
| ----- | ----- | ----- | ----- | ----- | ----- |
| 1.910 | 1.920 | 2.122 | 2.206 | 2.445 | 2.606 |

## Administració
| Període   | Identitat       | Partit |
| --------- | --------------- | ------ |
| 1989-2008 | Jean-Paul Wurth |        |
| 2008-     | Josiane Mehlen  |        |